# Comité Paralímpico Nacional de Timor Oriental
El Comité Paralímpico Nacional de Timor Oriental es el comité paralímpico nacional que representa a Timor Oriental. Esta organización es la responsable de las actividades deportivas paralímpicas en el país. Es miembro del Comité Paralímpico Internacional y del Comité Paralímpico Asiático.